# Sharara Central Complex
Central Complex, complejo petrolífero ubicado en el desierto de Murzuq, a 800 km al sur de Trípoli (Libia).
Construido por la compañía francesa Total, la austriaca OMV y la española Repsol, el objetivo de este oasis artificial es el de albergar a los trabajadores que exploran, desarrollan y producen el petróleo del campo el Sharara, bloque NC-115 de la región de Murzuq, donde no existía infraestructura industrial de ningún tipo.[cita requerida]
El Central Complex es un claro ejemplo de confortable aislamiento, donde un equipo de más de
200 personas trabaja día y noche apartado del mundo para que la extracción bajo la árida meseta sahariana de más de 200.000 barriles de petróleo diarios no se detenga.[cita requerida]